# Piața Unirii din Cluj-Napoca
Piața Unirii din Cluj, mai demult Piața Regele Matia, (în maghiară Mátyas Király tér), este punctul zero al municipiului Cluj-Napoca.

## Descriere

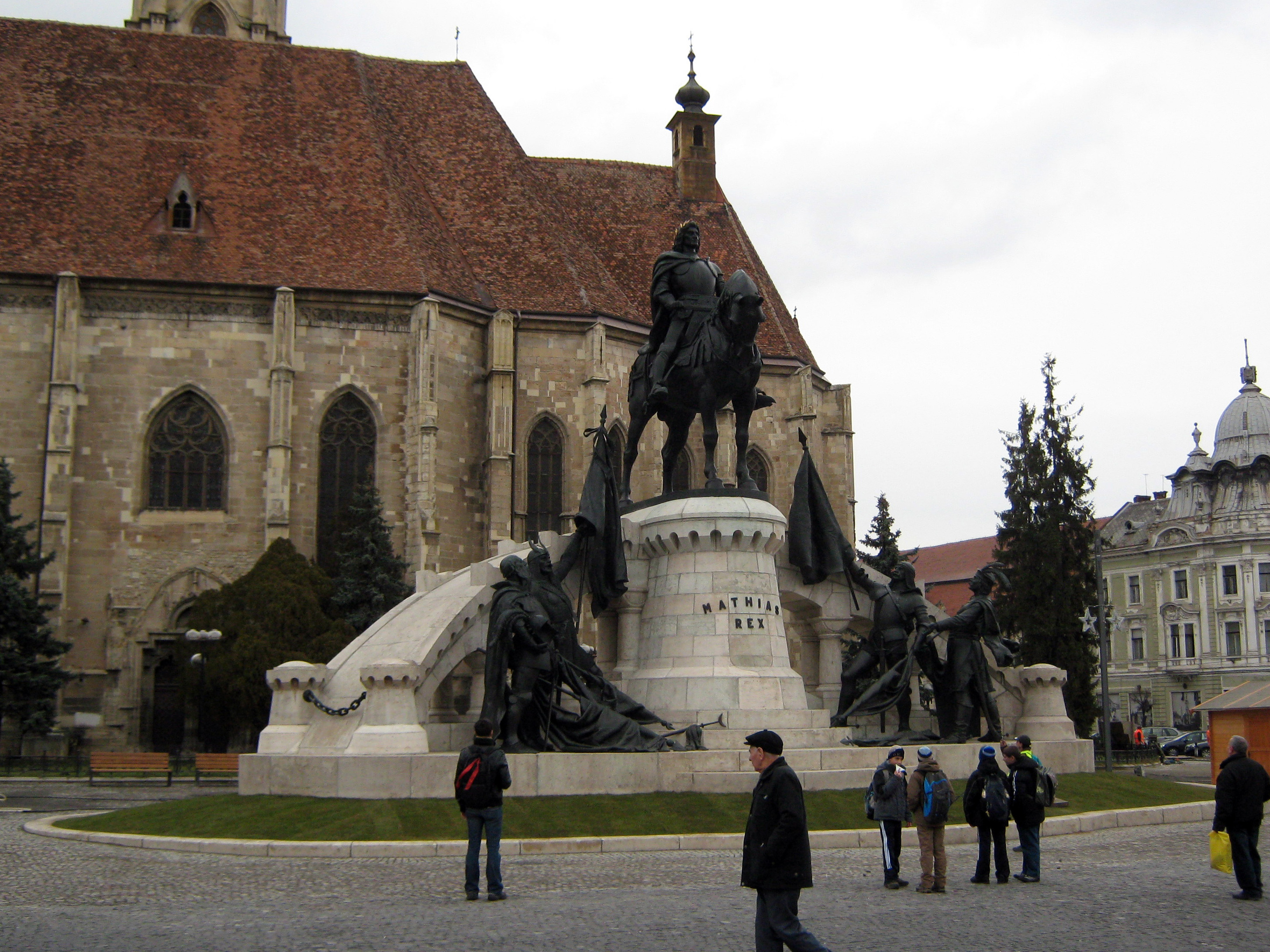
Statuia lui Matia Corvinul din centrul pieței

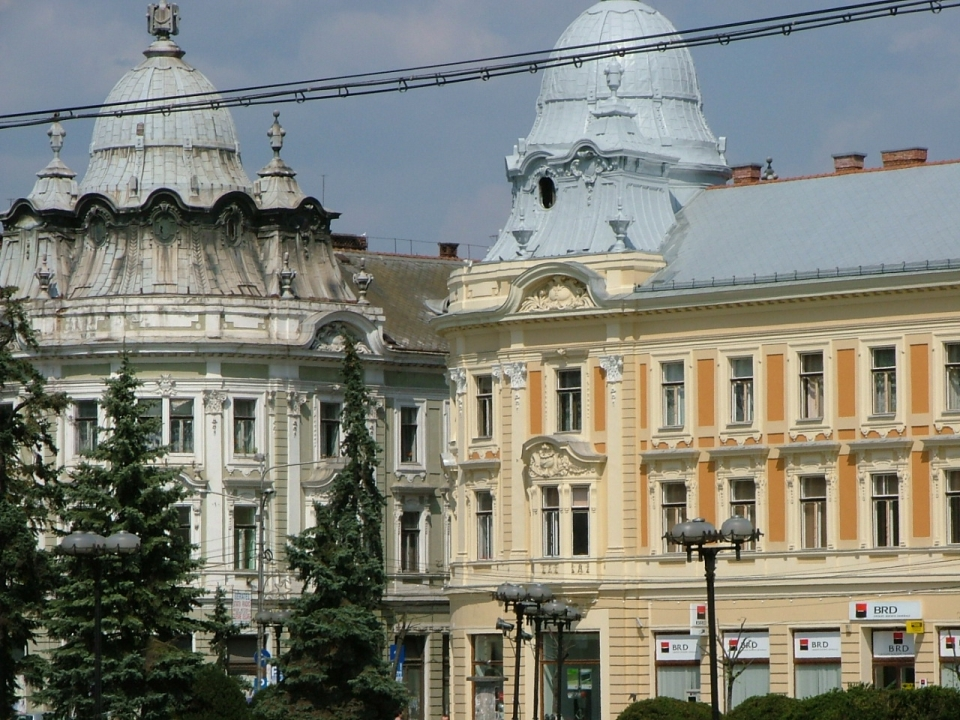
Cele 2 clădiri „gemene” de pe latura estică

Actuala Piață a Unirii a constituit miezul orașului medieval Cluj, grupat în jurul Bisericii Sf. Mihail. Zidurile cetății medievale delimitează centrul istoric al orașului. Piața este cea mai mare ca dimensiune (cca. 220m pe 160m) din vechile piețe aflate în centrul și sud-estul Europei. Există piețe de dimensiuni mai mari, dar acestea s-au format mult mai târziu.
Istoric, este cea de-a doua piață a Clujului, după Piața Mică (actuala Piața Muzeului), în Evul Mediu, fiind denumită Piața Mare, spre a fi deosebită de cealaltă piață, Piața Mică. În ultima parte a secolului XIX numele i-a fost schimbat în Piața Principală, denumire care nu a rămas pentru mult timp. În prima parte a secolului XX piața a fost denumită Piața Regele Matia (Mátyas Király tér), după numele lui Matia Corvin. După 1980 piața a fost numită Piața Unirii, nume pe care îl poartă și acum. Între 1952-1980 denumirea i-a fost schimbată în Piața Libertății. Colocvial mai este denumită și Piața Mare sau simplu Centru.
În mijlocul pieței se află Biserica Sf. Mihail și Statuia lui Matia Corvin. Laturile pieței conțin mai multe clădiri celebre: astfel pe latura estică se află Palatul Bánffy, care adăpostește acum Muzeul de Artă și cele 2 clădiri construite în oglindă, de la care pornește strada Iuliu Maniu. Pe latura sudică se află clădirea fostei primării și cea a Băncii Naționale. La colțul sud-vestic se află clădirea Hotelului Continental, ridicată la 1894.

După revoluție, piața a devenit principalul punct financiar-comercial al orașului. Printre mărcile care au închiriat spații în Piața Unirii se numără, Adidas, United Colors of Benetton, Reebok, Outwear, Steillmann. Totodată s-au deschis reprezentanțe ale Băncii Transilvania, Citibank, Alpha Bank, BRD, Bank Leumi.

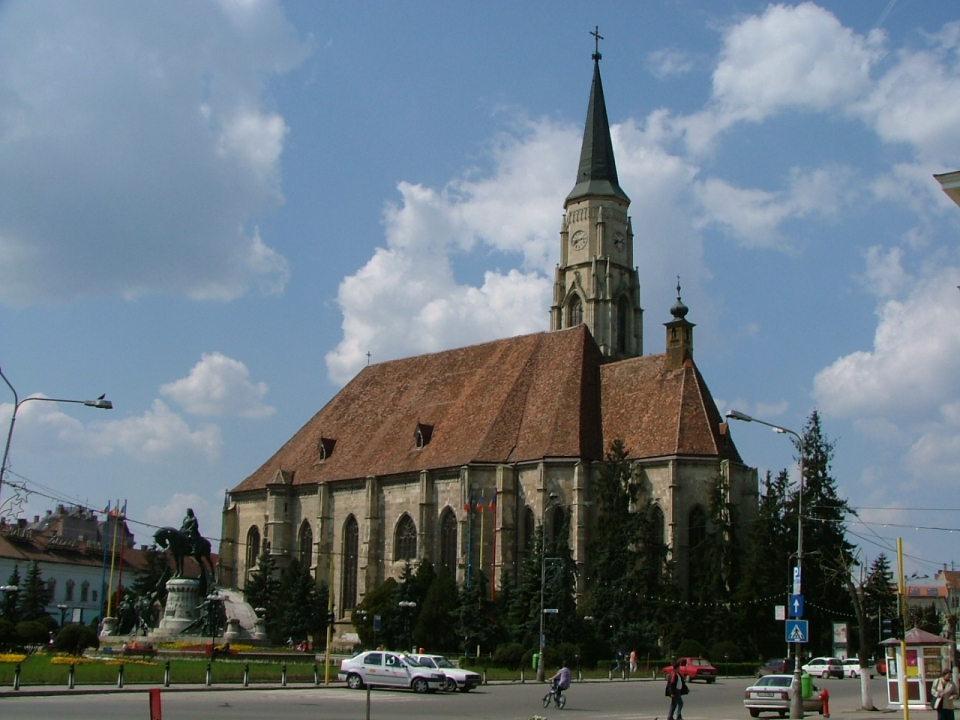
Piața Unirii văzută din colțul sud-estic

Piața urmează a fi supusă unui proces de refacere și transformare în zonă pietonală, alături de latura nordică a Bulevardului Eroilor. La data de 29 septembrie 2008 au început lucrările la amenajarea vestigiilor romane din fața Statuii lui Matia Corvin, aceasta reprezentând prima din cele patru faze ale refacerii pieței.

## Obiective turistice
- Statuia lui Matia Corvin
- Biserica Sf. Mihail
- Casa Parohiei Romano-Catolice Sf. Mihail
- Palatul Bánffy
- Palatul Jósika
- Palatul Rhédey
- Palatul Wass
- Clădirea fostului hotel New York
- Biserica Evanghelică Luterană

## Galerie de imagini

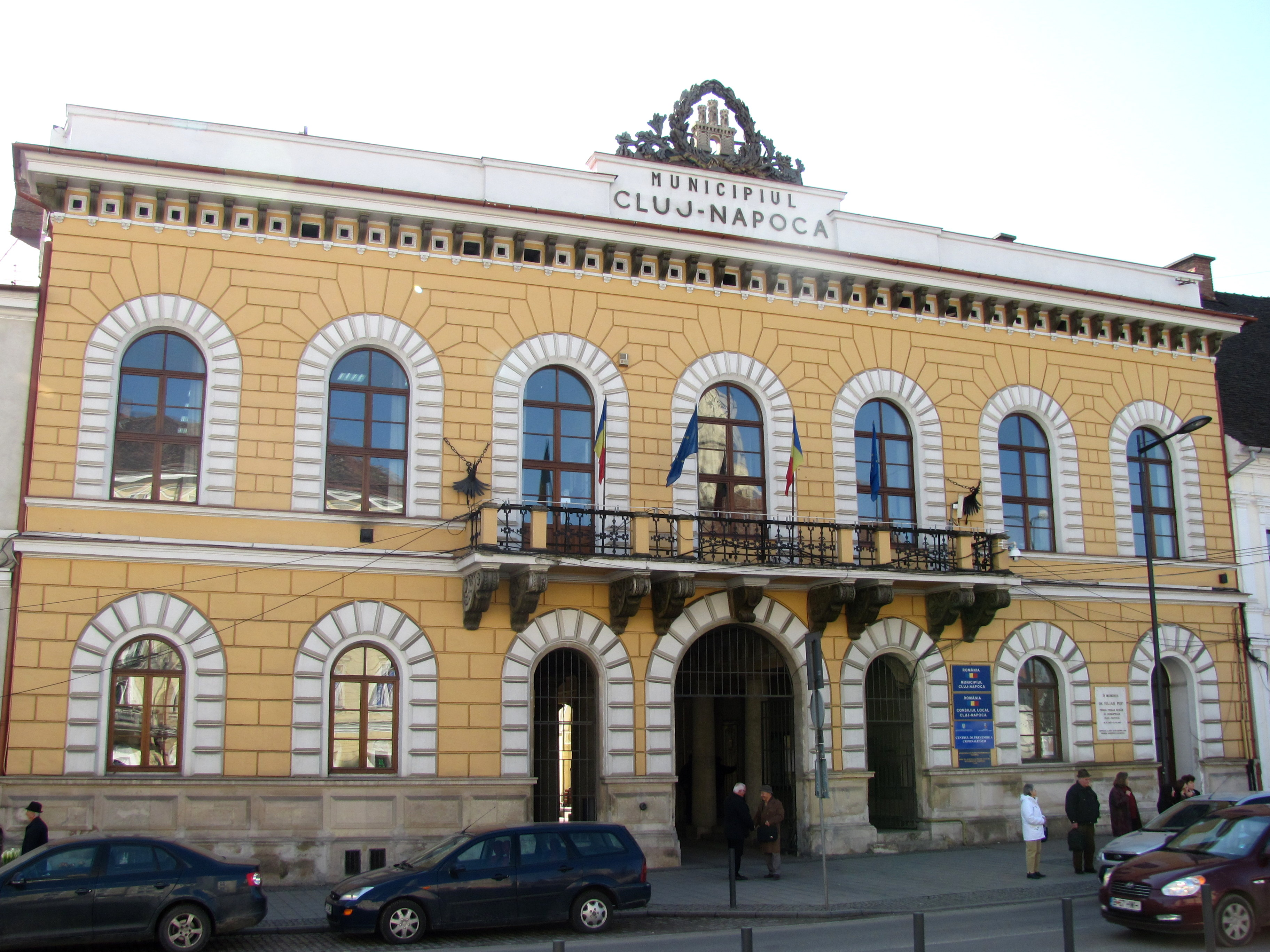
Consiliul Local (clădirea cu Nr.1)
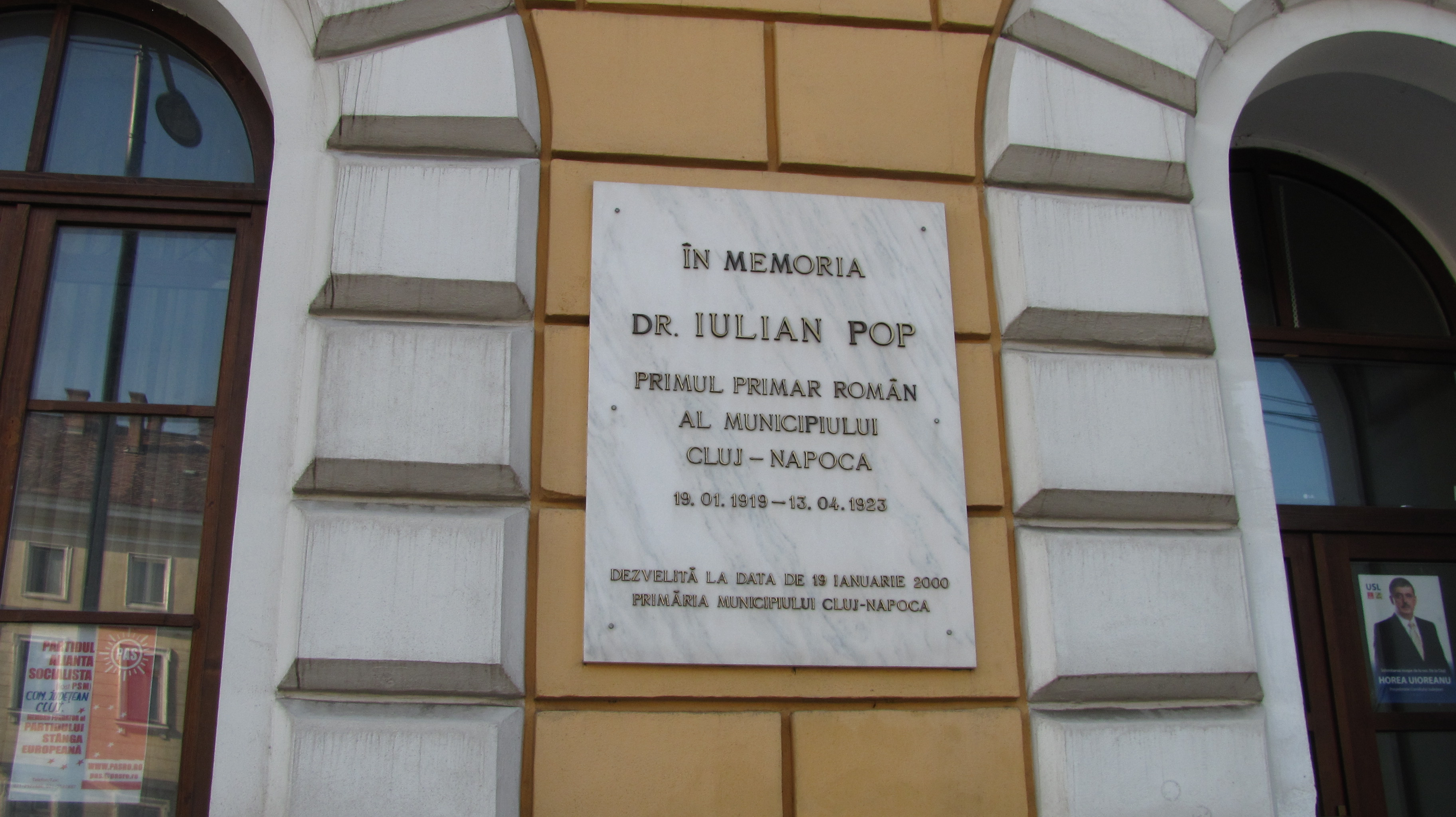
Placă comemorativă Dr.Iulian Pop ( Pe clădirea cu Nr.1, a Consiliului Local)
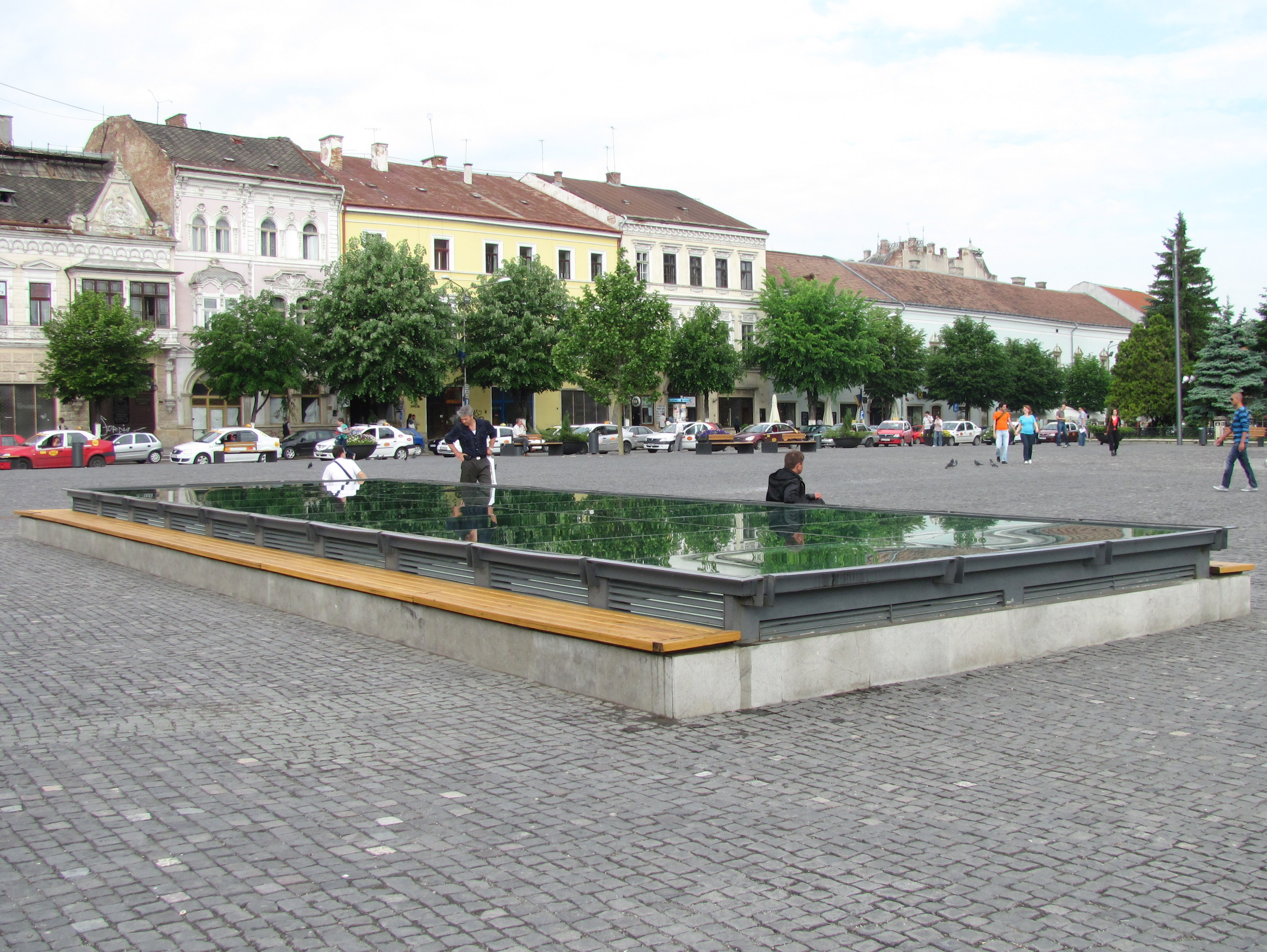
Sit Arheologic Roman
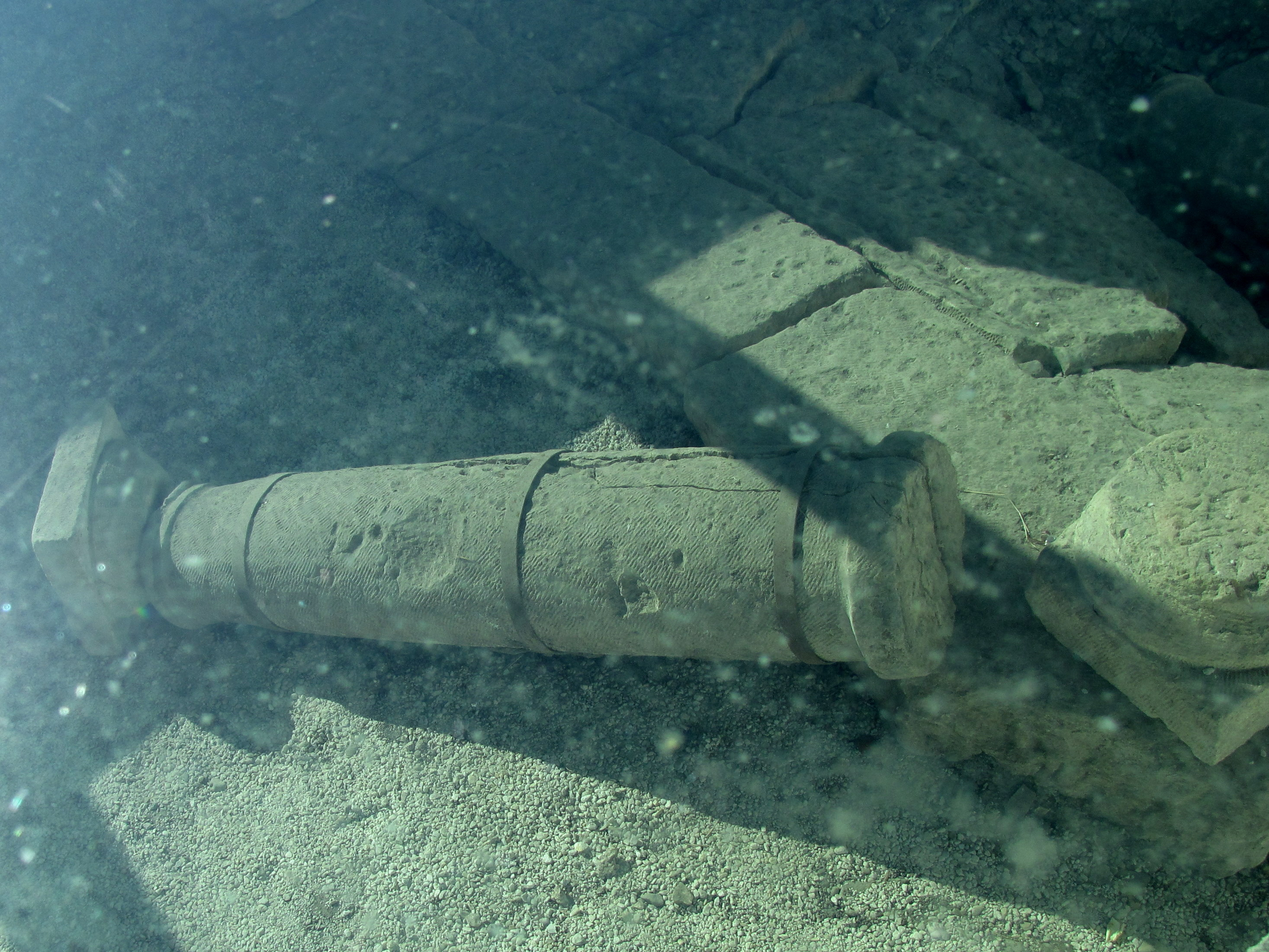
Sit Arheologic Roman detaliu
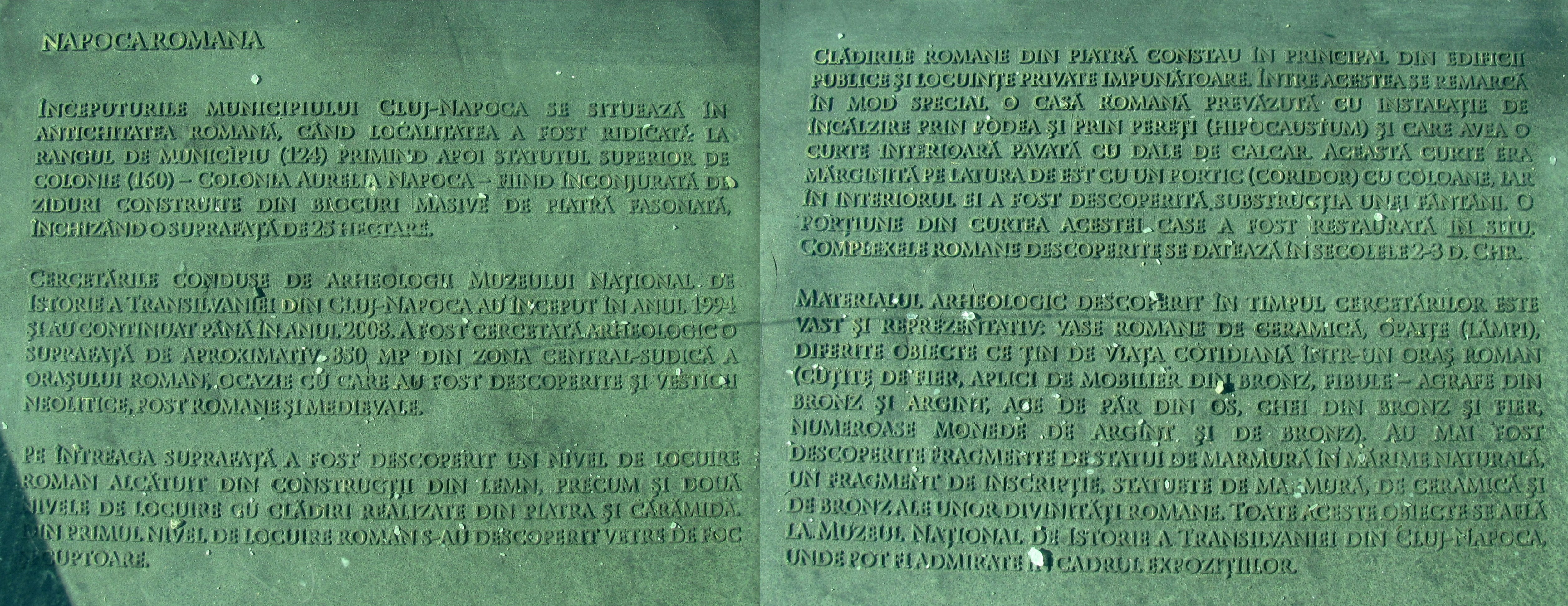
Sit Arheologic Roman Inscripție
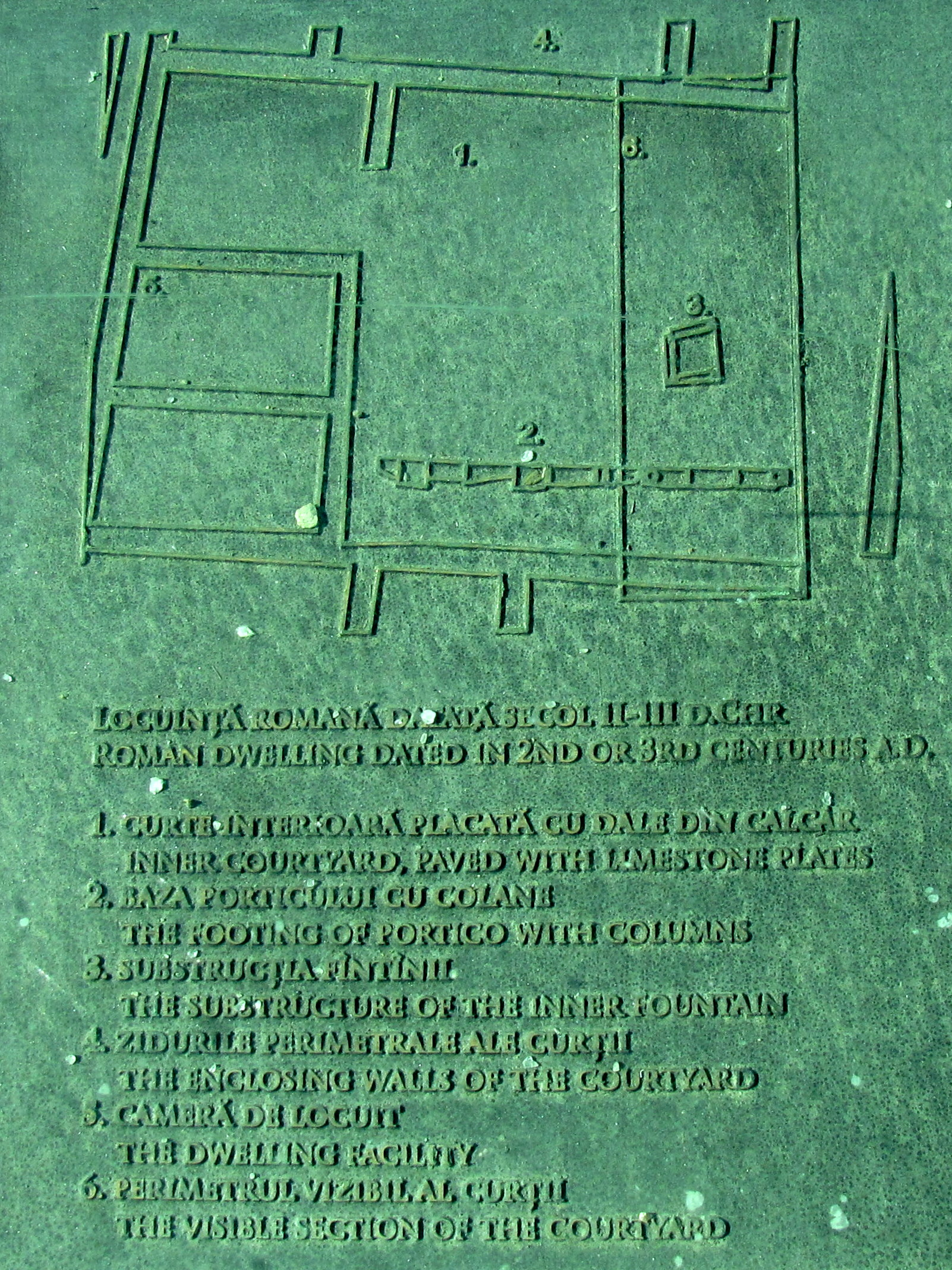
Sit Arheologic Roman Inscripție